# IC 537
IC 537 ist eine linsenförmige Galaxie vom Hubble-Typ S0-a im Sternbild Hydra südlich des Himmelsäquators. Sie ist schätzungsweise 164 Millionen Lichtjahre von der Milchstraße entfernt.
Das Objekt wurde am 19. April 1892 vom französischen Astronomen Stéphane Javelle entdeckt.